# 藤枝晃
藤枝 晃（ふじえだ あきら、1911年〈明治44年〉8月3日 - 1998年〈平成10年〉7月23日）は、日本の東洋学者。敦煌学および西域出土の古写本研究の第一人者である。

## 経歴
1911年、大阪府西成郡粉浜村（大阪市住之江区）生まれ。旧制大阪高校を経て、1934年（昭和9年）、京都帝国大学文学部史学科を卒業。

### 戦前
卒業後は同文学部の副手に着任。1937年（昭和12年）、東方文化研究所の図書係、のちに同副研究員となった。太平洋戦争末期には中国・内蒙古の西北研究所に派遣され、現地調査に従事した。

### 戦後
戦後の1948年（昭和23年）、京都大学人文科学研究所助教授となった。1951年（昭和26年）、研究所の森鹿三を班長とする居延漢簡共同研究班に所属し、木簡の研究を行った。同研究班には、米田賢次郎・大庭脩・永田英正らが所属していた。1962年（昭和37年）、文学博士の学位を取得。1968年（昭和43年）には、京都大学人文科学研究所教授に昇進。1970年（昭和45年）、コペンハーゲン大学に新設された中国文化講座の客員教授となる。1975年（昭和50年）、京都大学を定年退官し、名誉教授となった。退任後も1988年（昭和63年）にはカリフォルニア大学バークレー校の客員教授をつとめた。

## 受賞・栄典
- 1959年：居庸関に関する共同研究により、日本学士院賞を受賞。
- 1972年：フランス学士院よりジュリアン賞を受章。
- 1975年：フランス政府より教育学術功労賞オフィシェ級勲章を授与。
- 1982年：勲三等旭日中綬章を受章。

## 研究内容・業績
- 西域研究を専門とした。
- 中国の天津市にある南開大学で敦煌学を講じた際（1981年）に、大学関係者に「敦煌は中国にあるが、敦煌学は国外にあった」と賛嘆された逸話がある。

## 著作

### 著書・編著書
- 『征服王朝』秋田屋 1948
- 『敦煌本観音経冊子』藤枝著・森田子龍編、墨美社 1968
- 『文字の文化史』岩波書店 1971
  - 中国語版『漢字的文化史』翟徳芳・孫暁林訳、知識出版社 1991
  - 選書化 岩波同時代ライブラリー 1991
  - 文庫化講談社学術文庫 1999
- 『高昌残影：出口常順蔵トルファン出土仏典断片図録』編、法藏館 1978
  - 改訂版 2005年
- 『敦煌学とその周辺』藤枝講話、大阪府「なにわ塾」編、ブレーンセンター(対話講座なにわ塾叢書51) 1999
- 『トルファン出土仏典の研究』法藏館 2005
- 『トルファン出土仏典の研究：高昌残影釈録』法蔵館 2005

### 共編著
- 『居庸関』村田治郎共著、京都大学工学部 1955-1957
- 『日本思想大系2 聖徳太子集』早島鏡正・築島裕編、岩波書店 1975

「勝鬘経義疏 解説」藤枝著
- 新装版『原典 日本仏教の思想1』1991

- 『日本語の世界』3：中国の漢字 貝塚茂樹・小川環樹編、中央公論社 1981

「楷書の生態」藤枝